# 瑞瑞里约
瑞瑞里约（法語：Jujurieux，法語發音：[ʒyʒyʁjø]）是法国东部安省的一个市镇，属于楠蒂阿区。

## 地理
瑞瑞里约（46°2'24"N, 5°24'32"E）面积15.39 平方千米，位于法国奥弗涅-罗讷-阿尔卑斯大区安省，该省份为法国东部省份，北起汝拉省，西北接索恩-卢瓦尔省，西接罗讷省和里昂大都会，南至伊泽尔省，东与萨瓦省、上萨瓦省和瑞士接壤。
与瑞瑞里约接壤的市镇（或旧市镇、城区）包括：拉贝热芒德瓦雷、布瓦约-圣热罗姆、梅里尼亚、安河畔讷维尔、蓬桑、蓬丹、旧圣让。

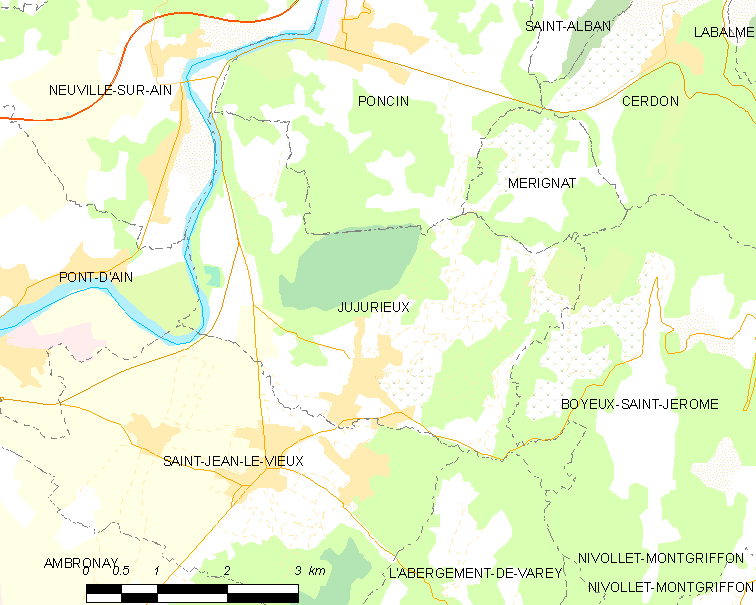
瑞瑞里约的OSM定位图

瑞瑞里约的时区为UTC+01:00、UTC+02:00（夏令时）。

## 行政
瑞瑞里约的邮政编码为01640，INSEE市镇编码为01199。

## 政治
瑞瑞里约所属的省级选区为蓬丹县。

## 人口

1962-2008年间瑞瑞里约人口变化图示

瑞瑞里约于2022年1月1日时的人口数量为2209人。